# 茨城県道347号紫尾停車場線
茨城県道347号紫尾停車場線（いばらきけんどう347ごう しいおていしゃじょうせん）は、茨城県真壁郡真壁町（現・桜川市）椎尾に所在した筑波鉄道紫尾駅と接続するかつて存在した県道（一般県道）である。筑波鉄道筑波線の廃止に伴い、1995年8月24日にこの県道も廃止された。

## 路線概要
- 起点：真壁郡真壁町大字椎尾（旧紫尾駅）
- 終点：真壁郡真壁町大字椎尾（茨城県道41号つくば益子線交点）
- 距離：152.5 m

## 歴史
1959年（昭和34年）10月14日、新たな県道として真壁郡真壁町大字東山田の紫尾停車場を起点とし、県道赤浜上大島真壁線（現・つくば益子線）交点を終点とする区間を本路線とする県道紫尾停車場線として茨城県が県道路線認定した。
1987年（昭和62年）に筑波鉄道紫尾駅廃止となったが、本県道路線はその後も存続し、1995年（平成7年）に整理番号347となる。紫尾駅廃止8年後の1995年（平成7年）8月24日に路線廃止となった。

### 年表
- 1918年（大正7年）6月7日：紫尾駅が開業する。
- 1959年（昭和34年）10月14日：
  - 紫尾停車場線（図面対照番号291）が路線認定される[1]。
  - 道路の区域は、真壁郡真壁町大字東山田の紫尾停車場から同郡同町大字東山田の県道赤浜上大島真壁線交点までと決定された[2]。
- 1987年（昭和62年）4月1日：紫尾駅が廃止される。
- 1988年（昭和63年）7月7日：一部重複路線であった真壁郡真壁町大字椎尾地内の県道東山田岩瀬線の旧道区間の県道指定解除に伴い、重用区間（135 m）から単独路線となる[3][注釈 1]。
- 1995年（平成7年）3月30日：整理番号343から整理番号347に変更される[4]。
- 1995年（平成7年）8月24日：紫尾停車場線が路線廃止となる[5]。

## 接続する道路
- 茨城県道41号つくば益子線（桜川市真壁町椎尾）

## 沿線
- 筑波鉄道筑波線紫尾駅（廃止）